# Virreinato colombino
El virreinato colombino o de las Indias es el nombre con que designa la serie de títulos y derechos otorgados a Cristóbal Colón por los Reyes Católicos, en 1492, sobre las tierras descubiertas y por descubrir, antes de emprender su primer viaje que culminó con el descubrimiento de América.

## Orígenes
Los títulos y facultades sobre las tierras descubiertas otorgados a Cristóbal Colón estaban consignados en las Capitulaciones de Santa Fe acordadas el 17 de abril de 1492.
En virtud de ellas, los Reyes Católicos, Isabel la Católica y Fernando el Católico, concedieron "para durante su vida, y después del muerto, a sus herederos e successores de uno en otro perpetualmente" [sic]:
- El título de almirante de la Mar Océana sobre todas las islas y tierra firme que descubriese o ganase en dicho mar.
- El título de virrey y gobernador general sobre la tierra firme e islas que descubriese o ganase en dicho mar (la referencia permanente que se hizo fue siempre copulativa: "virrey y gobernador").

Además, de otras facultades y prerrogativas de orden económico.

[...]

Primeramente que Vuestras Altezas como Señores que son de las dichas Mares Oceanas fazen dende agora al dicho don Christoval Colon su almirante en todas aquellas islas y tierras firmes que por su mano o industria se descubriran o ganaran en las dichas Mares Oceanas para durante su vida, y después del muerto, a sus herederos e successores de uno en otro perpetualmente con todas aquellas preheminencias e prerrogativas pertenecientes al tal officio, e segund que don Alfonso Enríquez, quondam, Almirante Mayor de Castilla, e los otros sus predecessores en el dicho officio, lo tenían en sus districtos.

Otrosí que Vuestras Altezas fazen al dicho don Christoval su Visorey e Governador General en todas las dichas tierras firmes e yslas que como dicho es el descubriere o ganare en las dichas mares, e que paral regimiento de cada huna e qualquiere dellas, faga el eleccion de tres personas para cada oficio, e que Vuestras Altezas tomen y scojan uno el que mas fuere su servicio, e assi seran mejor regidas las tierras que Nuestro Señor le dexara fallar e ganar a servicio de Vuestras Altezas.

[...]
Capitulaciones de Santa Fe

Estos cargos serían confirmados por los reyes de regreso de su primer viaje, en mayo de 1493.
De todos ellos, el más conocido en Castilla, y al cual prestaron la mayor atención tanto Colón como los reyes, fue el de almirante.

## Historia
De acuerdo a las Capitulaciones de Santa Fe, todas las tierras descubiertas por Cristóbal Colón formaban parte de su virreinato:
- En su primer viaje a América (llegó a Guanahani el 12 de octubre de 1492), Colón descubrió las Bahamas,  La Española y Cuba, ejerciendo en ellas su cargo de virrey y gobernador, dejando al regresar a España a 39 hombres en el Fuerte de La Navidad en La Española, que fue fundado el 25 de diciembre de 1492. El fuerte fue destruido poco después por los indígenas de la isla, pereciendo todos sus ocupantes.

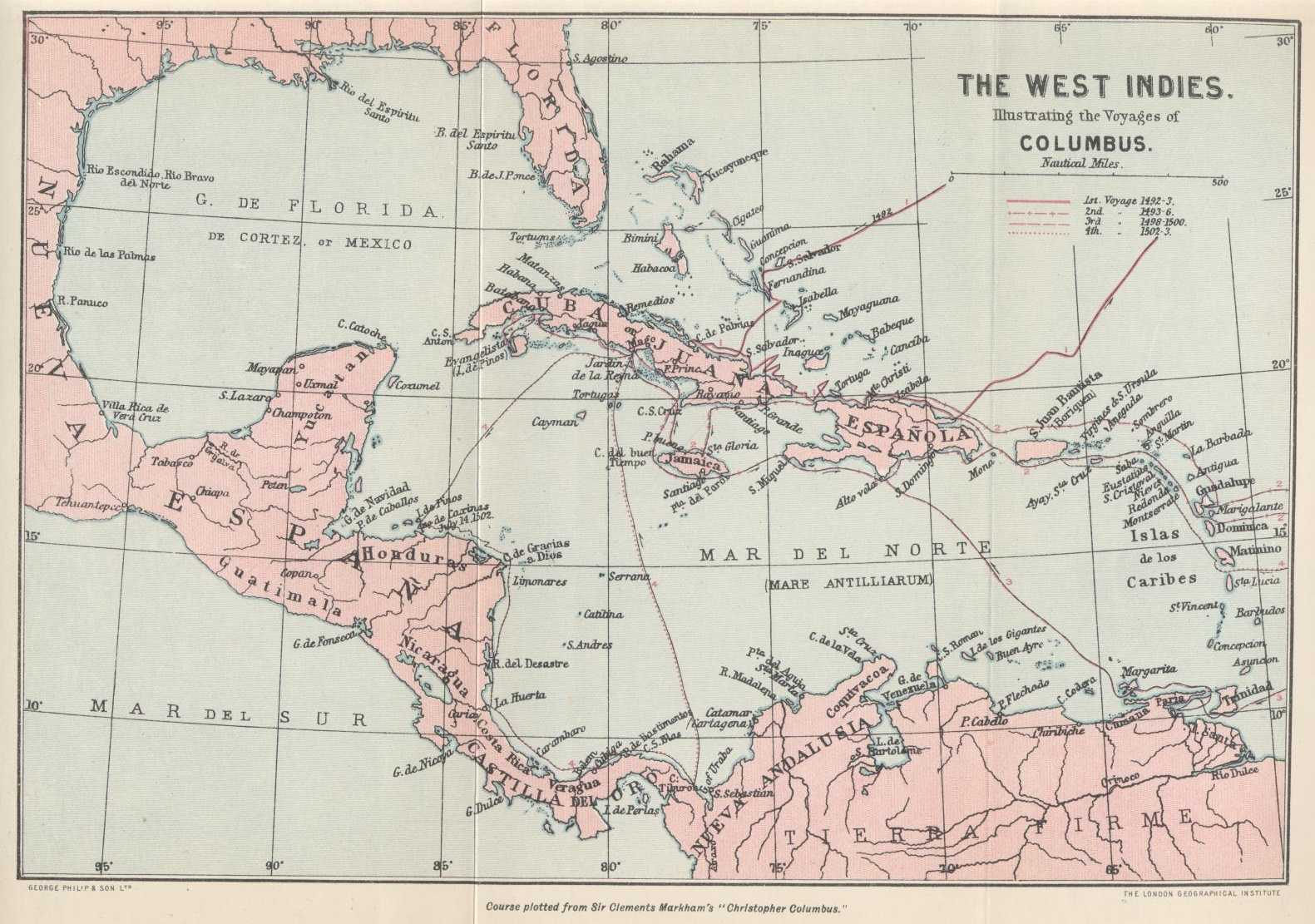
Viajes de Colón.

- En su segundo viaje en 1493, Colón descubrió Guadalupe y otras islas situadas por el lado del océano Atlántico entre esta y Puerto Rico, a la que llegó el 19 de noviembre de 1493. Luego llegó a La Española, descubrió Jamaica y exploró Cuba. En su retorno a España en 1496 descubrió las Antillas Menores situadas por el lado del Mar Caribe entre Puerto Rico y Dominica.

- En su tercer viaje en 1498 descubrió la isla Trinidad, Paria y la isla de Margarita, permaneciendo hasta 1500 en La Española.

Los reyes enviaron a La Española como juez pesquisador (con funciones de gobierno) a Francisco de Bobadilla en 1500, el cual a su llegada (23 de agosto) detuvo a Colón y a sus hermanos y los embarcó hacia España, destituyéndolo del gobierno.
Colón rehusó que se le quitaran los grilletes en todo su viaje a España, durante el cual escribió una larga carta a los Reyes Católicos. Al llegar a España recuperó su libertad, pero había perdido su prestigio, sus poderes y el virreinato.
Bobadilla fue también relevado del gobierno y reemplazado por Nicolás de Ovando en 1502.
- En su cuarto viaje, en 1502, descubrió Santa Lucía y Martinica. Recorrió luego la costa centroamericana desde las islas de la Bahía hasta el golfo de Urabá. Permaneció en Jamaica hasta 1504 y luego retornó a España muriendo el 20 de mayo de 1506 en el Convento de San Francisco de Valladolid.

Desde 1499 los reyes autorizaron otros viajes de descubrimiento sin contar con la autorización de Colón, entre ellos los de Alonso de Ojeda y Vicente Yáñez Pinzón, creando para ellos gobernaciones en los territorios que descubrieron: la gobernación de Coquibacoa en la costa de Venezuela, excepto Paria descubierta por Colón fue para De Ojeda, y para Pinzón la gobernación de la costa del Brasil entre el río Amazonas y el cabo de Santa María de la Consolación. Estas gobernaciones quedaron exentas del virreinato de las Indias.

## El virreinato tras la muerte de Colón
Al morir Cristóbal Colón, su hijo mayor Diego Colón y Moniz Perestrello, heredó los derechos de su padre en América, incluyendo el virreinato. Sin embargo, el rey Fernando el Católico, se negó en un primer momento a traspasar todos los derechos de su padre y lo nombró gobernador de La Española en 1508. Diego inició una serie de demandas judiciales contra la Corona, conocidas como los Pleitos colombinos, y en 1511 se le reconocieron sus derechos como virrey, pero con jurisdicción limitada para aquellos territorios que hubieran sido descubiertos oficialmente por su padre. Así, Diego Colón se convirtió en el II virrey de las Indias. Murió en 1526 heredando su hijo Luis Colón y Álvarez de Toledo sus derechos al virreinato. 
Durante la minoría de edad de Luis Colón se produjo la transacción y el arbitraje que pusieron fin a los Pleitos colombinos con la Corona española y en 1537 recibió de esta el título nobiliario de I duque de Veragua y un señorío territorial de seiscientas veinticinco leguas cuadradas, compuesto por tierras de la antigua Veragua y Castilla del Oro. Fue agraciado además con la dignidad hereditaria de I marqués de Jamaica y el señorío de esta isla, poniéndose fin al Virreinato de las Indias. 
En 1535 se había creado el virreinato de Nueva España.